# Anthony Harrison
Anthony Harrison (Toccoa, 26 de septiembre de 1965) es un exjugador de fútbol americano estadounidense que jugó como safety para los Green Bay Packers en la National Football League (NFL). Jugó en tres partidos con los Packers durante la temporada 1987 de la NFL como jugador de reemplazo después de que la National Football League Players Association (NFLPA) se declarara en huelga durante 24 días. Harrison jugó fútbol americano universitario en el Instituto Tecnológico de Georgia antes de su carrera profesional.

## Primeros años y universidad
Anthony Harrison nació el 26 de septiembre de 1965 en Georgia. Se graduó de la escuela secundaria del condado de Stephens, donde jugó fútbol los cuatro años y fue nombrado «el mejor del año del norte de Georgia» durante su última temporada; también jugó béisbol, bateando .512 durante su última temporada. Asistió al Instituto Tecnológico de Georgia, donde jugó como safety para el equipo de fútbol americano Georgia Tech Yellow Jackets. Después de las lesiones de sus compañeros, se convirtió en titular durante su primer año. Jugó y fue titular en todos los partidos en su segundo año.

## Carrera profesional
Harrison no fue seleccionado en el Draft de la NFL de 1987. Participó en el campo de entrenamiento de los Green Bay Packers durante la pretemporada de 1987. Después de la segunda semana de la temporada 1987 de la NFL, la NFLPA se declaró en huelga. La tercera semana de la temporada fue cancelada, sin embargo las semanas 4, 5 y 6 se jugaron con jugadores de reemplazo. Luego, Harrison fue contratado por los Green Bay Packers antes de un juego de la semana 4 contra los Minnesota Vikings como jugador de reemplazo. Jugó tres partidos para los Packers, registrando una intercepción y recuperando un balón suelto. Durante un enfrentamiento de la semana 5 contra los Detroit Lions, Harrison tacleó a un jugador contrario, forzando un balón suelto pero también lastimándole el cuello. Fue sacado del campo en camilla y trasladado al hospital, donde fue absuelto de cualquier herida grave.